# 奧爾尼鎮區 (明尼蘇達州諾布爾斯縣)
奧爾尼鎮區（英語：Olney Township）是位於美國明尼蘇達州諾布爾斯縣的一個行政鎮區。

## 地方資料
奧爾尼鎮區的面積為91.59平方千米，當中陸地面積為91.38平方千米，而水域面積為0.20平方千米。根據2020年美國人口普查的數據，當地共有人口160人，而人口密度為每平方千米1.75人。